# 2022년 LG 트윈스 시즌
2022년 LG 트윈스 시즌은 LG 트윈스가 KBO 리그에 참가한 33번째 시즌으로, MBC 청룡 시절까지 합하면 41번째 시즌이다. 류지현 감독이 팀을 이끈 2번째 시즌이며, 주장은 유격수인 오지환이 맡았다. 팀은 10팀 중 정규 시즌 2위에 올라 4년 연속으로 포스트시즌에 진출했다. 그러나 쓸만한 외국인 거포의 부재 탓인지  플레이오프에서 키움 히어로즈에게 1승 3패로 업셋을 당하며 탈락해 최종 순위는 3위가 되었다.

## 코치
- 황병일, 경헌호, 김광삼, 이호준, 모창민, 김호, 김민호, 조인성, 김우석

## 타이틀
- 영구결번 지정: 박용택 (33)
- 항저우 아시안 게임 국가대표: 최일언(코치), 박경완(코치)
- U-23 야구 월드컵 은메달: 성동현
- MLB 월드 투어: 코리아 시리즈 2022 KBO 올스타: 고우석, 정우영, 김윤식, 유강남, 채은성, 오지환, 김현수, 박해민
- KBO 골든글러브: 오지환 (유격수)
- 리얼글러브: 오지환 (유격수), 박해민 (외야수), 홍창기 (외야수)
- 일구상 최고투수상: 고우석
- 조아제약 프로야구대상 최고구원투수상: 고우석
- 조아제약 프로야구대상 프런트상: LG 트윈스 프런트
- 조아제약 프로야구대상 조아바이톤상: 정우영
- 조아제약 프로야구대상 스포츠토토 포토제닉상: 이종범
- 스포츠서울 올해의 투수: 고우석
- 웰컴톱랭킹 6월 투수 1위: 켈리
- 프로야구 40주년 레전드 올스타 40인: 박용택 (15위), 김용수 (16위), 이병규 (19위), 백인천 (24위), 이상훈 (27위), 김재박 (31위)
- 김동수 선정 프로야구 올타임 베스트: 이병규 (외야수)
- 김한수 선정 프로야구 올타임 베스트: 이병규 (외야수), 김현수 (외야수)
- 김광수 선정 프로야구 올타임 베스트: 김용수 (구원투수), 김현수 (외야수)
- 김태균 선정 프로야구 올타임 베스트: 이병규 (외야수)
- 양준혁 선정 프로야구 올타임 베스트: 김현수 (외야수)
- 송진우 선정 프로야구 올타임 베스트: 김현수 (외야수)
- 염경엽 선정 프로야구 올타임 베스트: 김현수 (외야수)
- 양상문 선정 프로야구 올타임 베스트: 김현수 (외야수)
- 올스타 선발: 정우영 (구원투수), 오지환 (유격수)
- 올스타전 추천선수: 김현수 (외야수 4위), 켈리, 고우석
- 올스타전 우수투수상: 고우석
- 한국대학스포츠협의회 선정 인하대학교 출신 올스타: 정재복 (유격수), 박준태 (우익수)
- 한국대학스포츠협의회 선정 고려대학교 출신 올스타: 이상훈 (좌완투수), 박용택 (좌익수)
- 한국대학스포츠협의회 선정 한양대학교 출신 올스타: 류지현 (2루수)
- 한국대학스포츠협의회 선정 연세대학교 출신 올스타: 조인성 (포수), 이광은 (좌익수), 안치용 (지명타자)
- 마구마구 레전드 카드: 박용택
- 출장(타자): 박해민 (144)
- 출장(야수): 박해민 (144)
- 선발 출전(야수): 박해민 (142)
- 사구: 채은성 (21)
- 희생플라이: 채은성 (11)
- 마무리등판: 고우석 (57)
- 다승: 켈리 (16)
- 선발승: 켈리 (16)
- 세이브: 고우석 (42)
- 세이브포인트: 고우석 (46)
- 홀드: 정우영 (35)
- 결승타: 김현수 (17)

### 퓨처스리그
- 리얼글러브 퓨처스리그: 안익훈, 신민재, 이지강
- 퓨처스 올스타: 김영준, 이지강, 송찬의, 최현준, 김유민
- 도루: 신민재 (34)
- 평균자책점: 이지강 (2.38)
- 홀드: 강정현 (11)
- 북부리그 출루율: 신민재 (0.429)
- 북부리그 출장(투수): 성동현 (42)
- 북부리그 탈삼진: 이지강 (85)

## 선수단
- 2022 시즌 LG 트윈스 소속으로 1군에서 한 경기라도 출전 경력이 있는 선수만 기입.
- 선발투수: 켈리, 플럿코, 김윤식, 임찬규, 김영준, 이민호, 강효종, 손주영, 임준형
- 구원투수: 김대유, 이우찬, 진해수, 정우영, 김진성, 배재준, 최성훈, 함덕주, 송은범, 이정용, 최동환, 채원후, 조원태, 오석주, 송승기, 허준혁, 백승현
- 마무리투수: 고우석, 이지강, 김주완
- 포수: 유강남, 박재욱, 김기연, 허도환
- 1루수: 채은성, 김호은
- 2루수: 송찬의, 손호영, 가르시아, 서건창, 이상호
- 유격수: 오지환, 이영빈
- 3루수: 문보경, 루이즈, 김민성
- 좌익수: 김현수, 이재원, 박용택, 최민창, 이천웅
- 중견수: 박해민, 신민재, 한석현
- 우익수: 홍창기, 문성주, 안익훈
- 지명타자: 이형종

## 여담
- 홈구장인 서울종합운동장 야구장의 좌석 수를 기존 25000석에서 23750석으로 축소했다.
- 플럿코는 6월 14일 삼성 라이온즈와의 경기에서 14탈삼진을 기록하여 KBO 리그 역대 외국인 투수 1경기 최다 탈삼진 기록을 세웠다.
- 6월 21일 한화 이글스와의 경기에서 7회초 1사 상황에서 한화 이글스의 정은원이 김대유를 상대로 친 타구에 2루수 손호영이 실책성 수비를 범했음에도 내야안타로 기록되자 김대유가 정은원의 내야안타를 실책으로 정정해줄 것을 신청했고, 이것이 받아들여져 KBO 리그 역대 최초의 기록 이의 신청 수용 사례가 되었다.
- 이지강은 퓨처스 올스타전에서 1이닝 비자책을 기록했으나 실책으로 준 한 점이 결승점이 되어 패전 투수가 되었다.
- 김주완은 이 시즌까지 통산 타석 당 투구 수 2.4로 KBO 리그 역대 10대 투수 최소 기록을 세웠다.
- 한석현은 퓨처스리그 FA를 통해 NC 다이노스로 이적하게 되어 KBO 리그 사상 최초로 퓨처스리그 FA를 통해 팀을 옮긴 선수가 되었다.
- 박용택은 7월 3일 롯데 자이언츠와의 경기에서 은퇴 선수 특별 엔트리에 등록되었다. 프로에서 모든 리그를 통틀어 단 한 팀에서만 뛴 선수 중 은퇴 선수 특별 엔트리에 등록된 것은 KBO 리그 역사상 박용택이 최초다.
- 박용택은 만 40세 때부터의 통산 3루 도루 1개로 2013년 이후 KBO 리그 40대 타자 통산 최다 기록을 세웠다.
- 박용택은 김영신을 제외하면 KBO 리그 역대 영구결번 선수 중 프로에서의 우승이 없는 첫 케이스다.
- 고우석은 체인지업 평균 145.9km/h로 2013년 이후 KBO 리그 역대 단일 시즌 최고 기록을 세웠다.
- 이 시즌 팀은 보크를 한 번도 저지르지 않았다.
- 켈리는 2루타 10개를 허용하는 데 그쳐 2013년 이후 규정 이닝을 채운 투수 중 KBO 리그 역대 단일 시즌 최소 피2루타 기록을 세웠다.
- LG 트윈스 2군은 10월 18일 kt 위즈 2군과 KBO 퓨처스 교육리그 사상 첫 경기를 치렀다.
- 2022 신인드래프트를 통해 입단한 이지훈은 이재환 전 롯데 자이언츠 2군 감독의 손자다. 이는 KBO 리그 선수 중 아버지가 야구인이 아닌 동시에 할아버지는 야구인인 최초의 사례다.

## 같이 보기
- 2022년 Kt 위즈 시즌
- 2023년 LG 트윈스 시즌